# Escudo de San Antonio
El Escudo de San Antonio fue una condecoración militar de Uruguay otorgada por el Gobierno de la Defensa a los miembros de la Legión Italiana comandada por Giuseppe Garibaldi tras su resistencia victoriosa en condiciones numéricas inferiores en la Batalla de San Antonio contra las fuerzas partidarias de Oribe bajo el mando del general Servando Gómez.

## Historia
Una vez llegada la noticia de lo sucedido en los campos de San Antonio el 8 de febrero de 1846, el Gobierno de la Defensa decidió honrar a Garibaldi y sus legionarios. En primera instancia, el gobierno intentó ascender al grado de General a Garibaldi, pero en una misiva al Ministerio de Guerra y Marina declinó el ascenso diciendo que no merecía tal honor, sino que lo que pudiera recibir de recompensa lo daría a los caídos y sus familiares.
Tras esta respuesta, el Gobierno mediante un segundo decreto concedió honores a Garibaldi y los legionarios, añadiendo en la bandera de la legión italiana con letras de oro sobre la parte superior del Vesubio una inscripción de honor. Además, a quienes estuvieron en el combate después de separada la caballería se les concedió el Escudo y sus nombres serían inscriptos en un cuadro que sería colocado en la Sala de Gobierno, frente a las Armas Nacionales, encabezando la lista quienes fallecieron en la acción militar, y los familiares de los caídos recibirían una pensión doble. Asimismo, la legión italiana tendría en toda formación la derecha de la infantería nacional.
El homenaje y entrega de honores se realizó a mediados de marzo en Montevideo, para el que todas las tropas de la guarnición se ubicaron a lo largo de la Avenida 18 de Julio, y las tropas de la legión italiana ubicada en la Plaza de la Constitución para recibir la bandera y una copia del decreto. Finalizada la ceremonia, el ejército desfiló ante los condecorados.

## Características

### Medalla
La condecoración es una medalla de plata con forma de escudo suizo que en su anverso presenta la inscripción "Invencibles combatieron el 8 de febrero de 1846" sobre una orla caracterizada por dos ramas de laurel unidas en su base con una cinta. Se colocaba en el brazo izquierdo.

### Otros
La Legión recibió la bandera de la legión adornada con la inscripción "Hazaña del 8 de febrero de 1846 realizada por la legión italiana a las órdenes de Garibaldi" en letras de oro y una copia del decreto que dispuso los honores públicos.

## Otorgamiento
Se otorgó a los miembros de la Legión Italiana comandada por Giuseppe Garibaldi por su victoria en la Batalla de San Antonio en el marco de la Guerra Grande. El coronel Angelo Portoghese Pigurina, legionario y amigo de Garibaldi, pese a que no participó directamente en la batalla por estar encargado de tareas en el puerto de Salto, recibió unos años después la medalla.